# Głomia

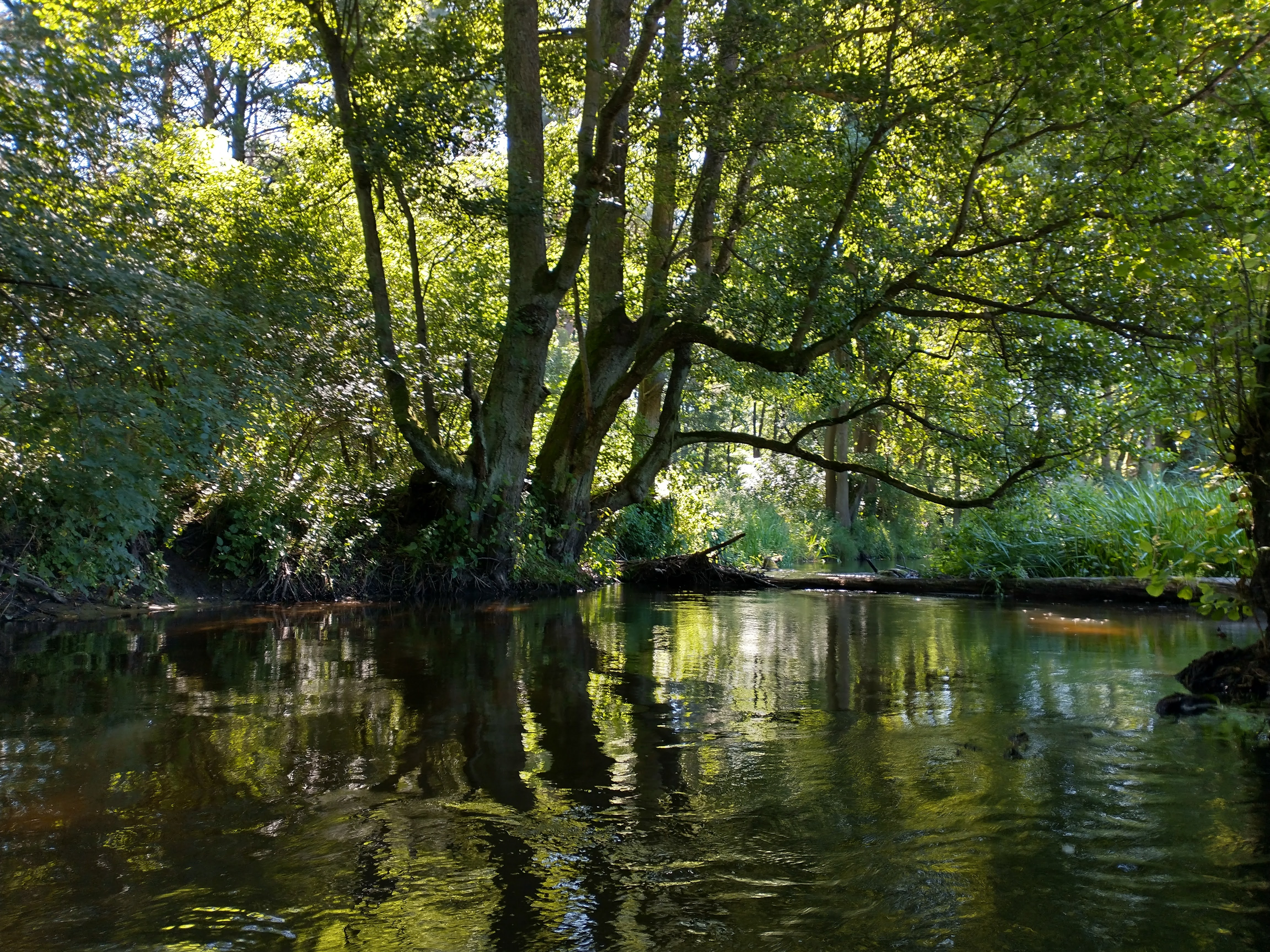
Odcinek pomiędzy Skórką, a Dobrzycą

Głomia – rzeka w północno-zachodniej Polsce, lewy dopływ Gwdy o długości 51,8 km i powierzchni dorzecza 570 km². Płynie na Pojezierzu Krajeńskim, w Dolinie Gwdy, w województwie wielkopolskim.

## Nazwa
W publikacji z 1926 przedstawiono polskie nazwy: Głomnica, Głumia i Brzuchownica. Do 1945 poprzednią niemiecką nazwą rzeki była Glumia. W 1949 ustalono urzędowo polską nazwę Głomia.

## Przebieg i dopływy
Rzeka wypływa ze źródeł koło wsi Głomsk, płynie przez region historyczny Krajna, przepływa przez Jezioro Głomskie oraz Jezioro Złotowskie w Złotowie, a do Gwdy uchodzi naprzeciw wsi Dobrzyca.
Główne dopływy:
- lewe: Kocunia, Strużnica.

## Miejscowości nadbrzeżne
Miejscowości położone nad Głomią to: Głomsk, Stawnica, Złotów, Krajenka, Dolnik, Skórka, Dobrzyca.